# يراعة
اليَرَاعَة أو الحُبَاحِب أو أَبُو حُبَاحِب أو الخنافس المضيئة[بحاجة لمصدر] أو دودة متوهّجة (بالإنجليزية: Fireflies أو Lightning bugs)‏ حشرة تنتمي إلى أسرة الخنافس غمدية الأجنحة، من رتيبة بوليفاجا. تتميز بظاهرة الإضاءة الباردة. يوجد في جميع أنحاء العالم حوالي 2000 نوع منها، تنتشر في معظم المناطق الاستوائية الحارة والغابات.

## تركيب

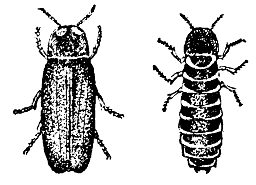
جسم ذكر وأنثى لديدان متوهجة، أحد أنواع اليراعات

يتركب جسم الخنافس المضيئة من ثلاث مناطق هي:
- -الرأس: وهي المنطقة الأمامية من الجسم ويحمل الرأس زوجين من الأعين المركبة وزوجًا من قرون الاستشعار وكذلك أجزاء الفم القارضة والتي تستخدمها الخنافس وكذلك يرقاتها في افتراس الحشرات الأخرى الصغيرة وافتراس البزاقات والقواقع وديدان الأرض.
- -الصدر: عبارة عن ثلاث حلقات وتحمل كل حلقة زوج من أرجل المشي وتحمل الحلقة الثانية والثالثة زوجين من الأجنحة. وبعض الأنواع نجدها غير مجنحة.
- -البطن: وهي المنطقة الأخيرة من الجسم وتتكون من 11 حلقة.

## دورة حياة اليراع
يحدث التزاوج بين الذكور والإناث في فصل الصيف ليلاً ثم تضع الأنثى البيض في التربة والذي يفقس بعد 4 أسابيع ثم يعطي عدة أطوار يرقية والتي تتغذى بافتراس الحشرات الصغيرة ثم تقضي فصلي الخريف والشتاء في بيات شتوي حيث تدفن نفسها في التربة وممكن أن تظل في بياتها لمدة سنتين ومع بداية الصيف تتغذى وتنشط وتتحول إلى طور العذراء وبعد ذلك تتحول إلى خنافس كاملة ذكور وإناث وتعيش الخنافس الكاملة من عدة أسابيع إلى شهرين حسب النوع.

## ظاهرة الضياء

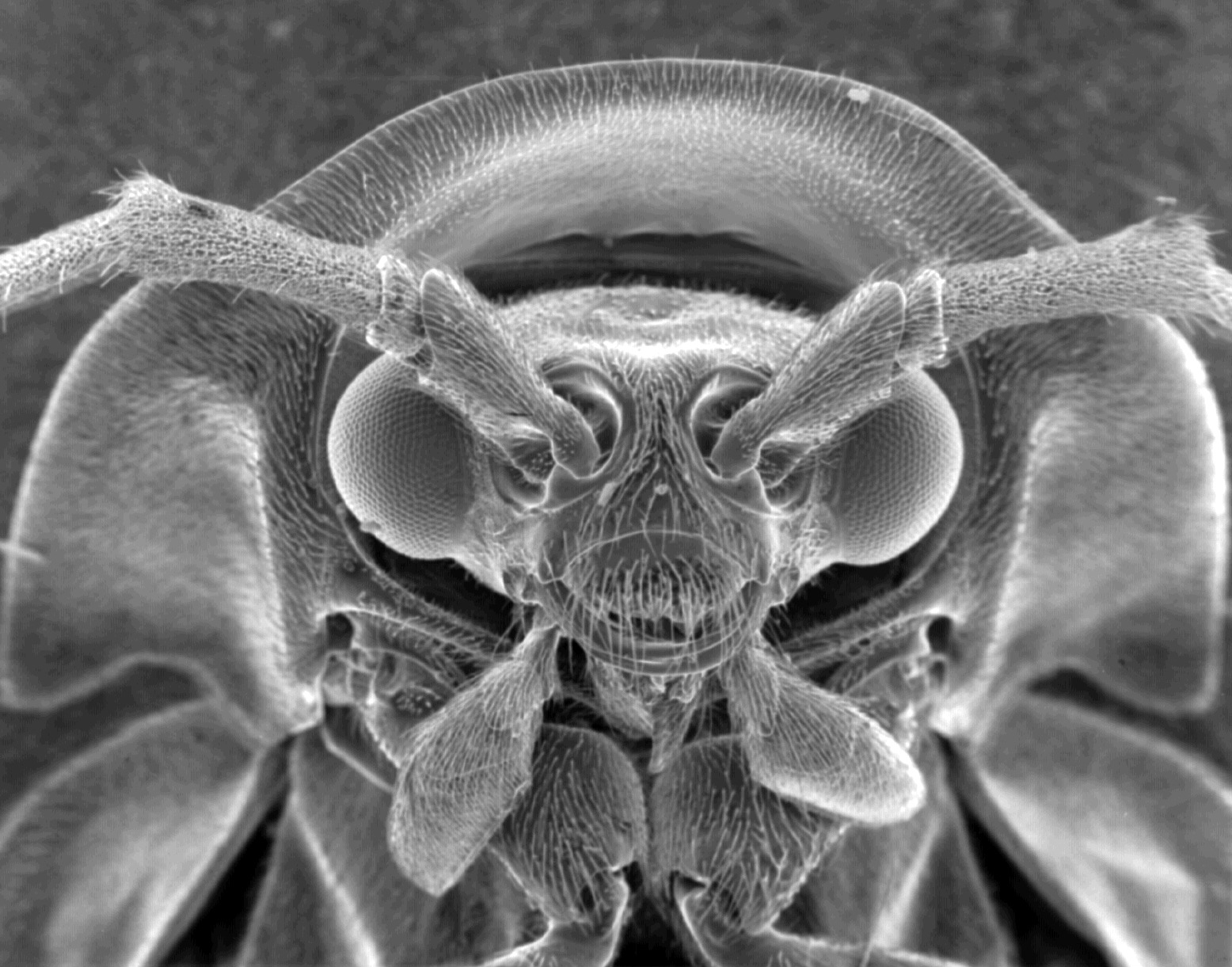
الضوء الصادر من الخنافس المضيئة يسمى الضوء البارد

تحدث هذه الظاهرة عند توافر صبغة تسمى لوسيفرين (Luciferin) وإنزيم يسمى لوسيفراز (Luciferase) مع وجود مصدر للأكسجين ومصدر للطاقة وهو مركب أدينوسين ثلاثي الفوسفات. (ATP) ونتيجة هذا التفاعل ينتج مركب يسمى (Oxyluciferen) وينبعث الضوء.
توجد هذه المركبات الكيميائية في الخنافس المضيئة على جانبي السطح البطني لمنطقة البطن عدد من الخلايا تسمى الخلايا الضوئية (Photocytes) وهذه الخلايا غالبا ما توجد في الحلقات الأخيرة من البطن سواء للأطوار الكاملة أو يرقاتها. وتتوقف كمية الضوء المنبعثة من الخنافس على كمية الأكسجين الداخلة في التفاعل فعندما تريد الخنافس إنتاج وميض طويل لفترة طويلة فإن المخ يعطى تياراً عصبياً إلى نهايات الجهاز التنفسي لإنتاج كمية كبيرة من الأكسجين إلى داخل الخلايا الضوئية فيصدر ضوء بكمية كبيرة. وفي بعض الأنواع تصدر الخنافس وميضاً متقطعاً وفي هذه الحالة يتوقف التيار العصبي لثواني فيتوقف الوميض ثم يحدث التيار العصبي مرة أخرى ويصدر الضوء من جديد.
إن الضوء الصادر من الخنافس المضيئة يسمى الضوء البارد، عند تحليل العلماء لهذا الضوء وجدوا أنه عبارة عن 100% طاقة ضوئية وصفر % حرارة، حيث أن هذا الضوء لو كان به نسبة حرارة ولو بسيطة لاحترق جسم الخنفساء ودمرت.

## أسباب استعمال الضوء
هذه الخنافس تتواجد في بيئة قاسية ذات حرارة مرتفعة جدّاً فلهذا تلجأ إلى النشاط والبحث عن الغذاء ليلاً. لكي ترى بعضها وسط الغابات الشاسعة والأشجار العالية المتشابكة والتي تخفي ضوء القمر والنجوم في الليالي الصافية، جعل لهذه الخنافس هذه الظاهرة لعدة أسباب وهي:
- لتنير لها الغابات الكثيفة المظلمة ليلاً وترى ما حولها من ظلام دامس.
- تتعرف الخنافس التابعة لنفس النوع على بعضها من خلال درجة الضوء وهل هو متصل أم متقطع في شكل ومضات منفصلة.
- تستخدم هذا الضوء في جذب فرائسها من الحشرات الأخرى الصغيرة والبزاقات والقواقع وديدان الأرض والتي تنبهر بأضوائها فتقترب منها ثم تقوم بالتغذية عليها.
- يستخدم الذكور هذا الضوء لجذب الإناث لعملية التزاوج حيث لكل ذكر إشارة ضوئية معروفة لدى الإناث التابعة لنفس نوعه. بمجرد رؤية الإناث لهذه الإشارات الضوئية فإنها تعطى إشارةً مماثلةً للذكر فينجذب إليها الذكر للتزاوج ونجد بعض الإناث التي لا ترغب في التزاوج من الذكور تقوم بعدم الرد عليهم بالإشارات الضوئية المتعارف عليها فيما بينهما.
- بعض الإناث ترسل إشارة ضوئية مضللة وكاذبة لذكر يتبع نوعً آخر وعندما يقترب منها للتزاوج تتغذى عليه.
- تستخدم الخنافس الضوء في تخويف وترهيب بعض الحيوانات الأخرى التي تقوم بافتراسها فهذه وسيلة الدفاع الوحيدة لها.

## أهم أنواع الخنافس المضيئة والأكثر انتشارا في العالم

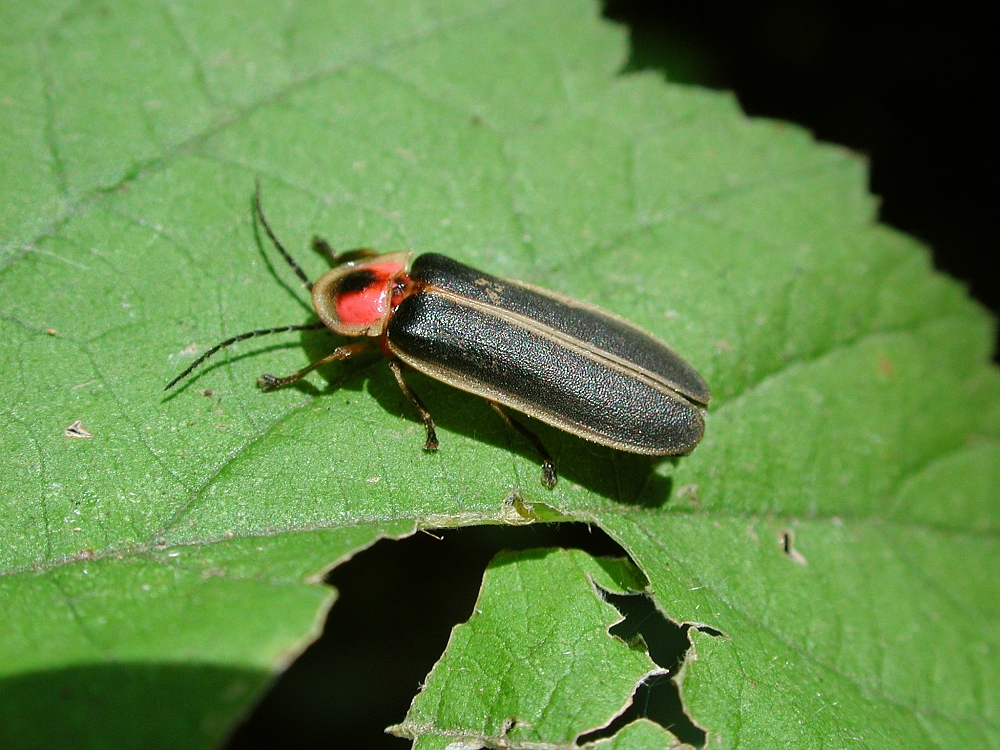
ذكر

لاحظ عينيها السوداء، إنها حساسة جدًّا للضوء

- Lampyris noctiluca : وتسمى الديدان المتوهجة (glow worms) وذلك لأن الإناث تشبه شكل الدودة وليس لها أجنحة ويبلغ طولها حوالي 10-25 مم. لونها بني داكن والحلقات الثلاث البطنية هي التي ينبعث منها الضوء لوجود الخلايا الضوئية بهم. الذكور مجنحة ولونها بني وأصغر حجمًا من الإناث وحواف الأجنحة الغمدية لونها أصفر وتتركز الخلايا المضيئة على الحلقة قبل الأخيرة للبطن.
- Photinus pyralis: وتسمى الخنافس الخاطفة طول الإناث حوالي 30 مم والذكور أصغر حجمًا وكلا النوعين مجنح ولهما نفس الشكل حيث نجد أن الجسم لونه أسود داكن مع خطين لونهم أحمر على جانبي الرأس ونجد حواف الأجنحة الغمدية لونها بني كريمي. والخلايا الضوئية موجودة على الثلاث حلقات البطنية الأخيرة في كلا من الذكر والأنثى.
- Photurissp: وهي أصغر حجمًا من النوعين السابقين والذكور والإناث متشابهة في الشكل إلا أن الإناث أكبر حجما من الذكور ونجد أن لون الجسم بني مع وجود خطين لونهما أصفر على جانبي الرأس وعلى حواف الأجنحة الغمدية. وتنتشر الخلايا الضوئية على الحلقات الثلاث الأخيرة لكل من الذكور والأناث.

## علاقتها بالإنسان

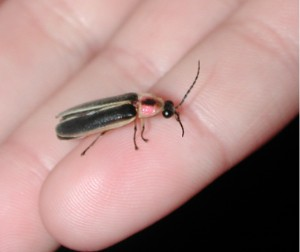
فورتوريس بنسيلفانيا هي الحشرة الرسمية لولاية بنسيلفانيا.

لقد كان اليراع جزءاً من الأساطير عن شعب المايا، حيث كان يربط بالنجوم. كما أنها أيضاً كانت تشبه بتدخين السجائر وربما يكون لها ممثل واحد على الأقل في مجموعة الآلهة ضمن آلهة المايا.
في شرق آسيا، يقوم الصينيون بإمساك اليراعات ووضعها في أوعية شفافة أو نصف شفافة حيث تستخدم على أنها قناديل.

## وصلات خارجية
- فيلم حاسوبي عن اليراع على يوتيوب
- حشرة اليراعة - موسوعة الحياة والطبيعة
- حشرة اليراعة - موسوعة الجياش